# Dosinia
Dosinia è un genere di molluschi bivalvi della famiglia Veneridae.

## Specie
- Dosinia abyssicola T. Habe, 1961
- Dosinia acetabulum Conrad, 1832
- Dosinia acetabulum thori Ward, 1992
- Dosinia adami Nicklès, 1955
- Dosinia afra  Gmelin, 1791)
- Dosinia africana Gray, 1838
- Dosinia alta (Dunker, 1849)
- Dosinia altenai Fischer-Piette & Delmas, 1967
- Dosinia altior Deshayes, 1853
- Dosinia amamiensis (Okutani, 2005)
- Dosinia amphidesmoides (Reeve, 1850)
- Dosinia angulosa Philippi, 1847
- Dosinia anus (Philippi, 1848)
- Dosinia areolata Römer, 1870
- Dosinia aspera Reeve, 1850
- Dosinia auberti Fischer-Piette & Delmas, 1967
- Dosinia bilunulata (Gray, 1838)
- Dosinia biscocta (Reeve, 1850)
- Dosinia bruguieri (Gray, 1838)
- Dosinia burckhardti Ihering, 1907
- Dosinia caelata (Reeve, 1850)
- Dosinia caerulea (Reeve, 1850)
- Dosinia canaliculata G. B. Sowerby III, 1887
- Dosinia carpentariana Lamprell & Healy, 1997
- Dosinia castigata Marwick, 1960
- Dosinia chikuzenensis Nagao, 1928
- Dosinia chipolana Dall, 1903
- Dosinia cingulifera Römer, 1863
- Dosinia circularis Römer, 1862
- Dosinia coloradoensis Rivera, 1957
- Dosinia concentrica (Born, 1778)
- Dosinia conglobata Römer, 1862
- Dosinia contracta (Philippi, 1844)
- Dosinia contusa (Reeve, 1850)
- Dosinia corcula Römer, 1870
- Dosinia corrugata (Reeve, 1850)
- Dosinia cretacea (Reeve, 1850)
- Dosinia crocea Deshayes, 1853
- Dosinia cruda Fischer-Piette & Delmas, 1967
- Dosinia cumingii (Reeve, 1850)
- Dosinia cunninghami M. Huber, 2010
- Dosinia dautzenbergi Fischer-Piette & Delmas, 1967
- Dosinia derupta Römer, 1860
- Dosinia deshayesii A. Adams, 1856
- Dosinia dilecta A. Adams, 1856
- Dosinia discus (Reeve, 1850)
- Dosinia dunkeri (Philippi, 1844)
- Dosinia eduardi Fischer-Piette & Delmas, 1967
- Dosinia elegans (Conrad, 1843)
- Dosinia erythraea Römer, 1860
- Dosinia eudeli Fischer-Piette & Delmas, 1967
- Dosinia exasperata (Philippi, 1847)
- Dosinia excisa Schröter, 1788
- Dosinia exoleta (Linnaeus, 1758)
- Dosinia extranea (Iredale, 1937)
- Dosinia falconensis Hodson, 1931
- Dosinia fibula (Reeve, 1850)
- Dosinia funiculata Römer, 1862
- Dosinia gabonensis Cosel, 1989
- Dosinia gaillardi Fischer-Piette & Delmas, 1967
- Dosinia glauca (Reeve, 1850)
- Dosinia grata Deshayes, 1853
- Dosinia greyi Zittel, 1865
- Dosinia gruneri (Philippi, 1847)
- Dosinia hayashii (T. Habe, 1976)
- Dosinia hepatica (Lamarck, 1818)
- Dosinia herbariorum Fischer-Piette & Delmas, 1967
- Dosinia histrio (Gmelin, 1791)
- Dosinia histrio iwakawai Oyama & Habe, 1971
- Dosinia imparistriata Tate, 1887
- Dosinia incisa (Reeve, 1850)
- Dosinia indica Fischer-Piette & Métivier, 1971
- Dosinia insularum (Fischer-Piette & Delmas, 1967)
- Dosinia isocardia (R. W. Dunker, 1843)
- Dosinia iwakawai Oyama & Habe, 1961
- Dosinia japonica (Reeve, 1850)
- Dosinia juvenilis (Gmelin, 1791)
- Dosinia kaspiewi Fischer-Piette & Delmas, 1967
- Dosinia kuiperi Fischer-Piette & Delmas, 1967
- Dosinia labiosa Römer, 1862
- Dosinia lambata (Gould, 1850)
- Dosinia lamellatum Reeve, 1850
- Dosinia laminata (Reeve, 1850)
- Dosinia lamyi Fischer-Piette & Delmas, 1967
- Dosinia lechuzaensis Rivera, 1957
- Dosinia levicocta Fischer-Piette & Delmas, 1967
- Dosinia levissima Fischer-Piette & Delmas, 1967
- Dosinia lochi Healy & Lamprell, 1992
- Dosinia lucinalis (Lamarck, 1818)
- Dosinia luedersii Römer, 1862
- Dosinia lupinus (Linnaeus, 1758)
- Dosinia lupinus afra Gmelin, 1791
- Dosinia lupinus comta S.L. Lovén, 1846
- Dosinia lupinus lincta Pulteney, 1799
- Dosinia malecocta Fischer-Piette & Delmas, 1967
- Dosinia maoriana Oliver, 1923
- Dosinia mastrichtiensis Vogel, 1895
- Dosinia meridonalis Ihering, 1897
- Dosinia minor Deshayes, 1863
- Dosinia mira E.A. Smith, 1885
- Dosinia nanus Reeve, 1850
- Dosinia nedigna (Iredale, 1930)
- Dosinia nipponica (Okutani, Tagawa & Horikawa, 1989)
- Dosinia orbicularis Agassiz, 1845
- Dosinia orbiculata Dunker, 1877
- Dosinia orbignyi (Dunker, 1845)
- Dosinia penicillata (Reeve, 1850)
- Dosinia phenax Finlay, 1930
- Dosinia physema Römer, 1870
- Dosinia ponderosa (J.E. Gray, 1838)
- Dosinia prostrata (Linnaeus, 1758)
- Dosinia protojuvenilis Noetling, 1901
- Dosinia pseudoargus d'Archiac & Haime, 1853
- Dosinia pseudoargus gedrosiana Vredenburg, 1928
- Dosinia pubescens Philippi, 1847
- Dosinia puella Angas, 1867
- Dosinia queenslandica Healy & Lamprell, 1992
- Dosinia radiata Reeve, 1850
- Dosinia roemeri R.W. Dunker, 1863
- Dosinia sanata Fischer-Piette & Delmas, 1967
- Dosinia santana Loel & Corey, 1932
- Dosinia scabriuscula (Philippi, 1847)
- Dosinia scalaris (Menke, 1843)
- Dosinia sculpta (Hanley, 1845)
- Dosinia semiobliterata Deshayes, 1853
- Dosinia sericea (Reeve, 1850)
- Dosinia sieboldii Reeve, 1850
- Dosinia stabilis (Iredale, 1929)
- Dosinia subalata Smith, 1916
- Dosinia subrosea (Gray, 1835)
- Dosinia subulata Smith, 1916
- Dosinia tebblei Fischer-Piette & Delmas, 1967
- Dosinia tenella Römer, 1860
- Dosinia tenuilirata Dunker, 1865
- Dosinia traillii A. Adams, 1856
- Dosinia tranquebarica Fischer-Piette, 1977
- Dosinia troscheli (Lischke, 1873)
- Dosinia truncata Zhuang, 1964
- Dosinia tugaruana Nomura, 1935
- Dosinia tumida (Gray, 1838)
- Dosinia turgida (Reeve, 1850)
- Dosinia variegata (Gray, 1838)
- Dosinia victoriae Gatliff & Gabriel, 1914
- Dosinia zilchi Fischer-Piette & Delmas, 1967